# Karl Fredrik Slotte
Pour les articles homonymes, voir Slotte.
Karl Fredrik Slotte (né le 27 octobre 1848 à Alaveteli et mort le 19 juillet 1914 à Helsinki) est un physicien finlandais.

## Biographie
De 1883 à 1908, il est professeur à l'institut Polytechnique d'Helsinki et à partir de 1908 professeur à l'Université de technologie d'Helsinki. 
Il étudie le frottement interne des fluides et présente une formule décrivant sa relation avec la température.
La formule est utilisée depuis lors.
Il est le fils de l'homme d'État Carl Johan Slotte et le frère de l'auteur Alexander Slotte.